# T-155 Fırtına
T-155 Fırtına ist eine türkische Lizenzproduktion der südkoreanischen Panzerhaubitze K9 Thunder. Gegenüber der K9 verfügt die T-155 über ein in der Türkei entwickeltes Feuerleitsystem sowie über einen abgeänderten Waffenturm.

## Ausstattung und Einsatz
Die Kadenz der Hauptwaffe 155 mm L/52 der T-155 Fırtına liegt dank des automatischen Ladesystems zwischen sechs und acht Schuss pro Minute; dabei ist sie in der Lage, im sogenannten MRSI-Verfahren (kurz für Multiple Rounds Simultaneous Impact, deutsch etwa mehrere Schüsse, gleichzeitiger Einschlag) zu schießen. Die maximale Reichweite der Hauptwaffe liegt mit der Munition M107 (HE) bei 18 Kilometern, bei 30 Kilometern mit M549A1 RAP (HE) und bei mehr als 40 Kilometern mit ERFB/BB (Base Bleed). Der Munitionsvorrat umfasst 48 155-mm-Granaten und Treibladungen.
Das 155/52-mm-Waffensystem wird von MKEK produziert, während die Kommunikationssysteme sowie das Feuerleitsystem von Aselsan hergestellt werden. Die Plattform, der Geschützturm und einige Subsysteme werden von der I. Wartungskommandantur in Arifiye/Adapazarı gefertigt.
Seit Dezember 2017 verfügt das türkische Heer über 250 T-155 Fırtına.
Die aserbaidschanischen Streitkräfte wollten ursprünglich 36 T-155 Fırtına kaufen, aber aufgrund des deutschen Handelsembargos gegen Aserbaidschan konnte die T-155 Fırtına mit deutschem Dieselmotor der Firma MTU Friedrichshafen nicht exportiert werden. In der Zwischenzeit zeigen die Streitkräfte Saudi-Arabiens Interesse an der T-155 Fırtına.
Der erste internationale Einsatz war Ende 2007 bis Januar 2008 auf PKK-Stellungen im Norden Iraks. Einige der Geschütze werden seit Februar 2016 an der syrisch-türkischen Grenze eingesetzt um Positionen der kurdischen PYD und der Terrororganisation "IS" zu beschießen. Die Fahrzeuge unterstützen vom Grenzgebiet aus die türkische Militäroffensive in Nordsyrien 2016/17. Des Weiteren wurden Haubitzen des Types bei der Schlacht um Mossul im Irak eingesetzt.